# Baetis sogeriensis
Baetis sogeriensis is een haft uit de familie Baetidae. De wetenschappelijke naam van de soort is voor het eerst geldig gepubliceerd in 1954 door Harker.
De soort komt voor in het Australaziatisch gebied.